# Ambasada Botswany w Sztokholmie
Ambasada Botswany w Sztokholmie – misja dyplomatyczna Republiki Botswany w Królestwie Szwecji.
Ambasador Botswany w Sztokholmie oprócz Królestwa Szwecji akredytowany jest w Republice Estońskiej, Królestwie Danii, Republice Finlandii, Republice Islandii, Republice Litewskiej, Republice Łotewskiej, Królestwie Norwegii, Federacji Rosyjskiej, Stolicy Apostolskiej i na Ukrainie.